# Cimarron Strip
Cimarron Strip è una serie televisiva statunitense in 23 episodi andati in onda per la prima volta nel corso di una sola stagione dal 1967 al 1968 sulla rete CBS. La serie è stata prodotta dai creatori di Gunsmoke.
Cimarron Strip fu l'unica delle tre serie televisive western della durata di 75/90 minuti ad episodio di quegli anni (le altre furono Il virginiano e la settima stagione di Carovane verso il West) ad essere incentrate principalmente su un solo protagonista. La serie fu girata nella regione di Oklahoma Panhandle che comprende, da est a ovest, le contee di Beaver, Texas e Cimarron (da cui il titolo). La serie è ambientata nel 1888, periodo in cui la frontiera del West, che correva dal Canada fino al confine con il Messico, stava per essere chiusa. Questi territori rappresentano il vecchio, selvaggio West che il Marshal Jim Crown (interpretato da Stuart Whitman) è chiamato a difendere.

## Trama
Negli ultimi anni del decennio 1880, il Cherokee Outlet, nei pressi del fiume Cimarron, rappresenta l'ultima delle terre libere d'America. Già da molto prima che il marshal Jim Crown venisse assegnato a questa striscia di territorio, la zona era controllata da allevatori e agricoltori ma gli abitanti del luogo attendono ancora notizie da Washington riguardo ai loro diritti di proprietà su queste terre nelle quali sono ormai accampati da anni.
Quando Crown arriva scopre che lo sceriffo locale ha rassegnato le dimissioni e che si trova quindi da solo nel portare la terribile notizia alla comunità: i loro contratti di locazione sono stati revocati e una decisione finale è rinviata sine die. Crown, senza sceriffo e senza alcun supporto dell'esercito dello stato centrale, si trova così da solo a fronteggiare il mantenimento dell'ordine pubblico in questa striscia di terra tra il Territorio del Kansas e il territorio indiano.
Dulcey Coopersmith, arriva a Cimarron City sullo stesso treno di Crown, due mesi dopo la morte della madre a Providence. Dulcey aveva in precedenza lavorato come cameriera e ora giunge a Cimmaron con l'intento di stare con il padre, locandiere, che non vede dall'età di cinque anni ma scopre che questi è deceduto sul lavoro. L'ex partner ed aiutante del padre è lo scozzese MacGregor, un ex colonnello dell'esercito di Sua Maestà che ha lasciato cadere in rovina la locanda, la Wayfarer's Inn. Un altro amico del padre è Francis Wilde, nativo di St. Louis, che cerca di diventare giornalista e fotoreporter.

## Produzione
Cimarron Strip fu creata da Christopher Knopf che fu anche supervisore alla produzione. Philip Leacock fu il produttore esecutivo. La serie fu prodotta con la partecipazione della Stuart Whitman Organisation (poi Stuart Whitman, Inc. negli ultimi episodi). La serie fu girata allo CBS Studio Center di Studio City (Los Angeles). Altre locazioni delle riprese includono le Alabama Hills, vicino Lone Pine, e Bishop in California, Kanab (Utah) e Tucson, Arizona. Il tema musicale principale della serie e il resto delle musiche furono scritte da Maurice Jarre, che aveva già firmato le musiche di Lawrence d'Arabia e de Il dottor Živago.
A causa dei bassi indici di ascolto comparati agli alti costi della produzione la serie fu cancellata dopo la prima stagione.

## Registi
- Herschel Daugherty in 3 episodi (1967-1968)
- Vincent McEveety in 3 episodi (1967-1968)
- Alvin Ganzer in 3 episodi (1967)
- Charles R. Rondeau in 2 episodi (1967-1968)
- Bernard McEveety in 2 episodi (1967)
- Robert Butler in 2 episodi (1968)
- Gerald Mayer in 2 episodi (1968)

## Personaggi
- Marshal Jim Crown (23 episodi, 1967-1968), interpretato da Stuart Whitman, sceriffo federale spedito a Cimarron dal governo centrale.
- Angus MacGregor (23 episodi, 1967-1968), interpretato da Percy Herbert, di origini scozzesi, aiuta il nuovo sceriffo Jim Crown tra un bicchiere e l'altro.
- Francis Wilde (23 episodi, 1967-1968), interpretato da Randy Boone, giovane fotografo aspirante giornalista diventa aiuto sceriffo part time.
- Dulcey Coopersmith (23 episodi, 1967-1968), interpretata da Jill Townsend, giovane donna, eredita la locanda locale dopo la morte del padre.
- Bartender(7 episodi, 1967-1968), interpretato da Jack Braddock.
- Dr. Kihlgren (6 episodi, 1967-1968), interpretato da Karl Swenson.
- Bill Henderson (3 episodi, 1967-1968), interpretato da Morgan Woodward.
- Buford (3 episodi, 1967-1968), interpretato da Gregg Palmer.
- Hutchins (3 episodi, 1967), interpretato da Jerry Brown.
- Maggiore Ben Covington (3 episodi, 1967-1968), interpretato da Andrew Duggan.
- Corporale (3 episodi, 1967-1968), interpretato da Bob Folkerson.
- Corporale (3 episodi, 1967), interpretato da Ed McCready.
- Archie Foss (3 episodi, 1967), interpretato da Al Wyatt Sr..
- Sergente Clayton Tyce (2 episodi, 1967-1968), interpretato da Steve Forrest.
- Mobeetie (2 episodi, 1967), interpretato da Warren Oates.
- Hardy Miller (2 episodi, 1967), interpretato da Robert J. Wilke.
- Fargo Jones (2 episodi, 1967-1968), interpretato da William Bramley.
- Matthew Mark Lukenjohn (2 episodi, 1967), interpretato da Royal Dano.

## Guest star
Tra le comparse: Telly Savalas, Suzanne Pleshette, Tuesday Weld, Robert Duvall.

## Episodi
| Stagione       | Episodi | Prima TV originale |
| -------------- | ------- | ------------------ |
| Prima stagione | 23      | 1967-1968          |